# Naturschutzgebiet Bleikuhle

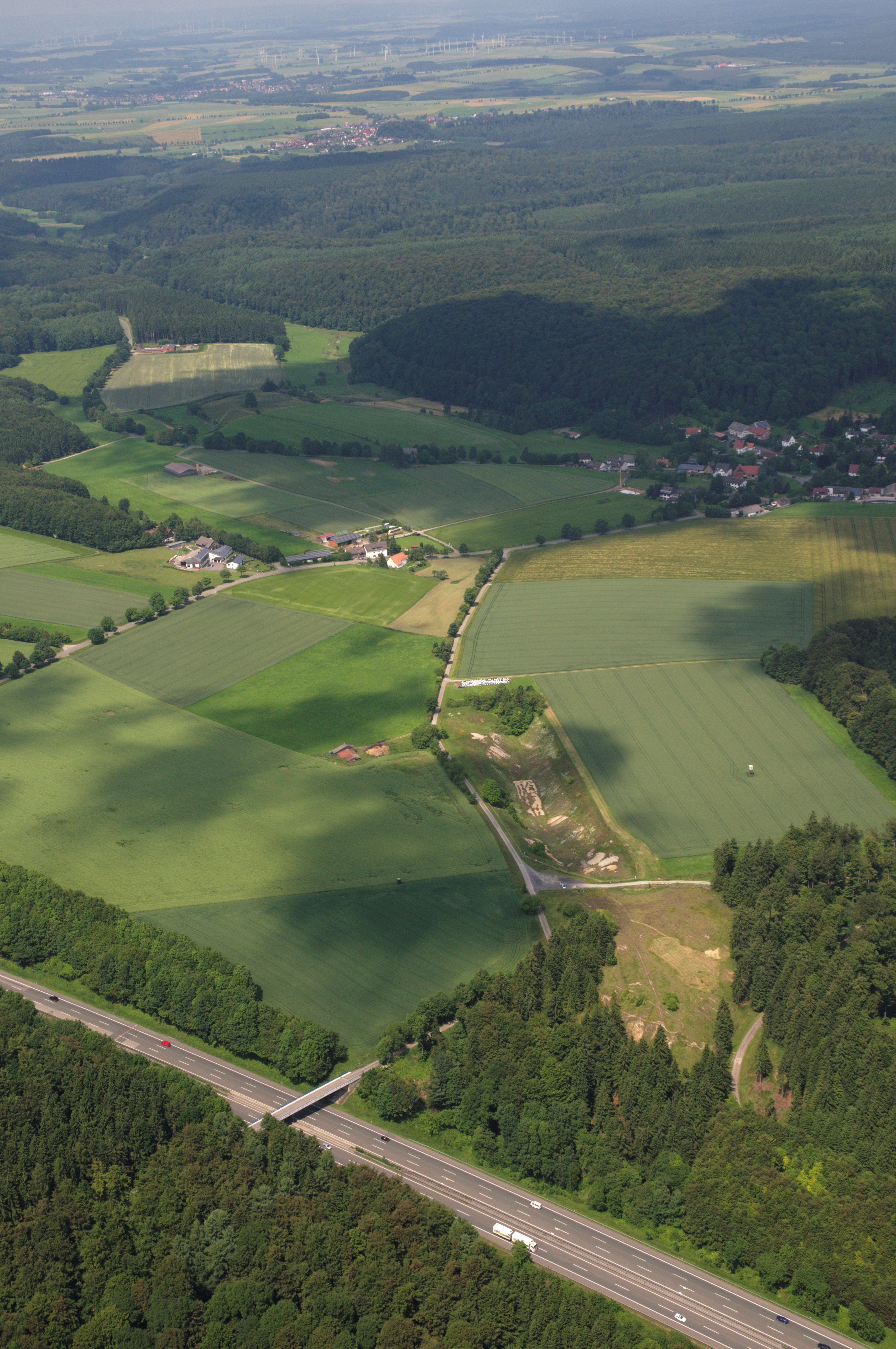
Erztagebaugebiet mit allen Drei Naturschutzgebieten

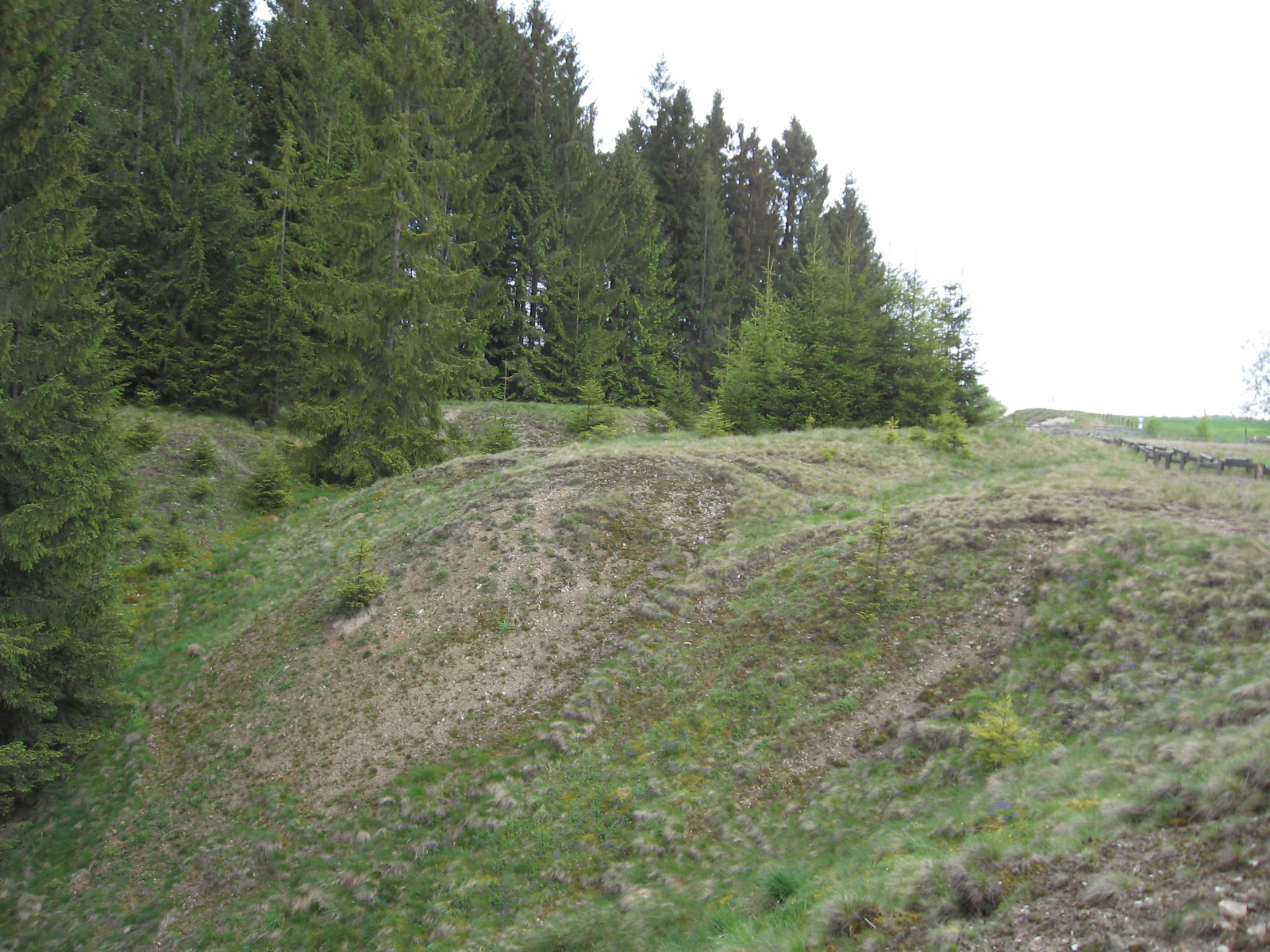
Teilbereich vom NSG Bleikuhle

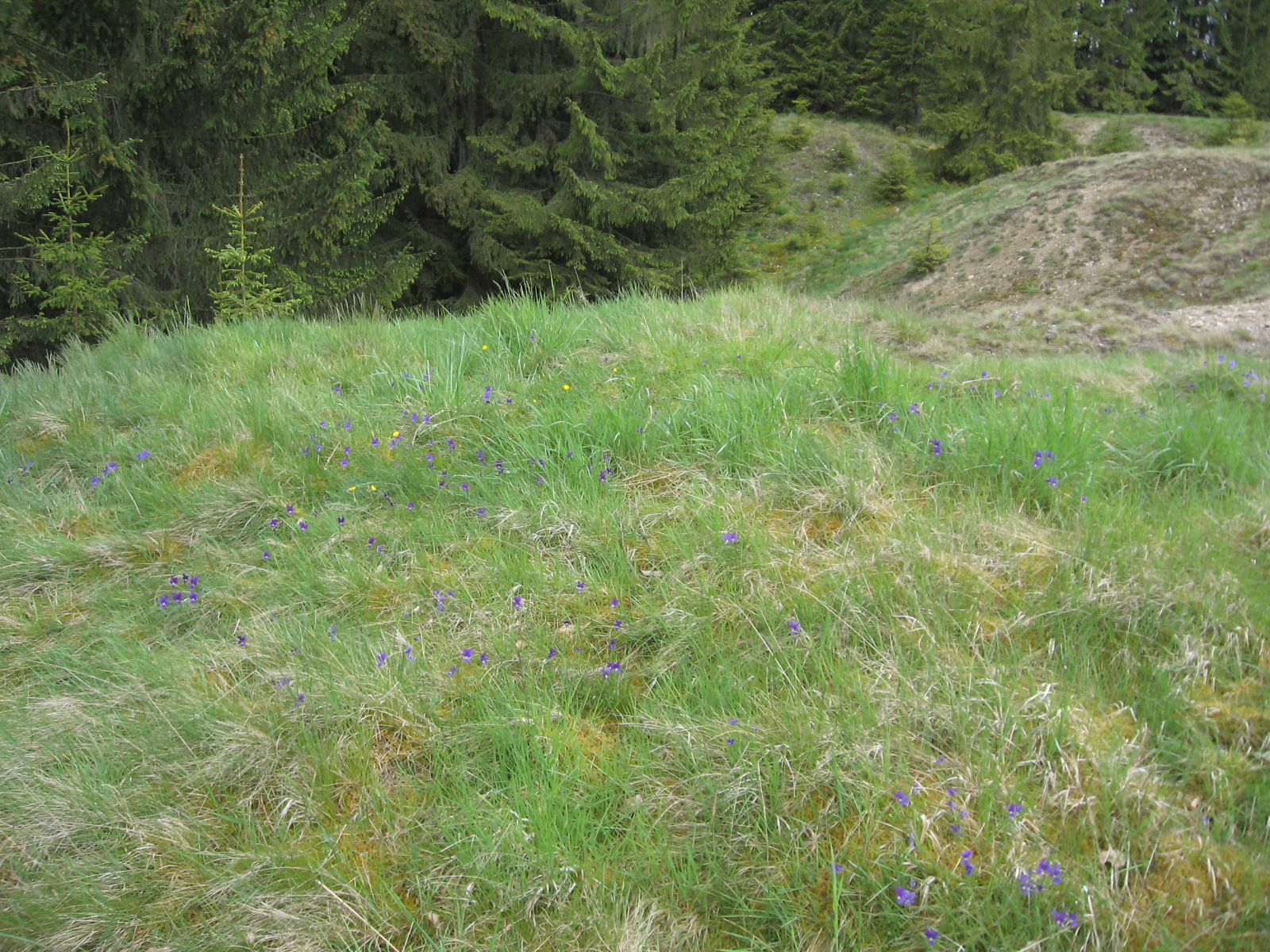
Bereich mit Violettem Galmei-Stiefmütterchen

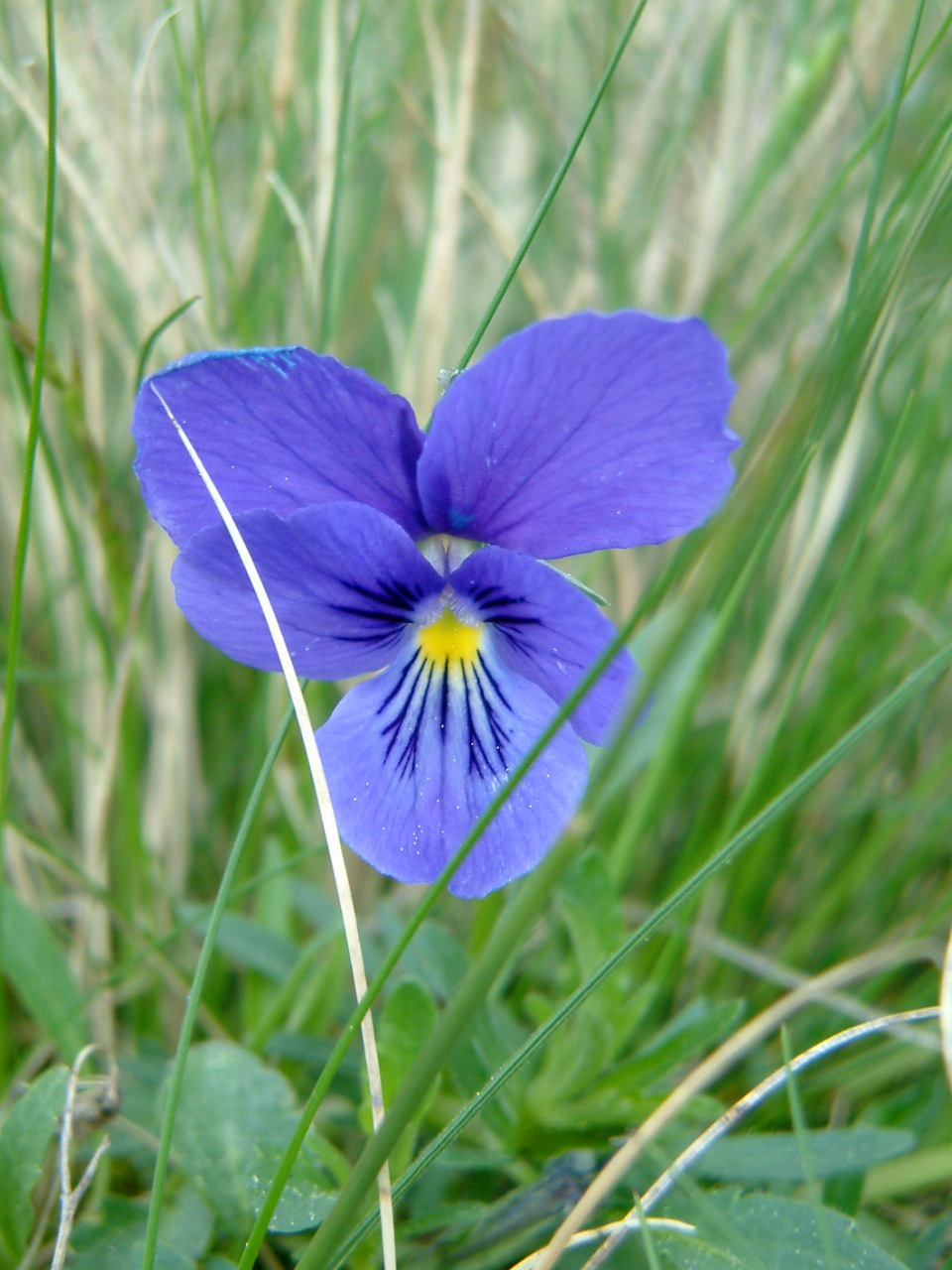
Großaufnahme Violettes Galmei-Stiefmütterchen

Das Naturschutzgebiet Bleikuhle mit einer Größe von 1,16 ha liegt südlich von Blankenrode (gehört zu Lichtenau im Kreis Paderborn) im Stadtgebiet von Marsberg im Hochsauerlandkreis. Es wurde 2008 mit dem Landschaftsplan Marsberg als Naturschutzgebiet (NSG) ausgewiesen. Im Osten grenzt direkt das Naturschutzgebiet Bleikuhlen und Wäschebachtal im Stadtgebiet von Warburg im Kreis Höxter an. Im Südwesten bildet die Bundesautobahn 44 die Grenze. Das NSG bildet im Norden und Osten die Kreisgrenze des Hochsauerlandkreises zum Kreis Höxter bzw. zum Kreis Paderborn. Das NSG stellt eine Teilflächen im Fauna-Flora-Habitat (FFH) Bleikuhlen und Wäschebachtal (Natura 2000-Nr. DE-4419-303) im Europäischen Schutzgebietssystem nach Natura 2000 dar. Es handelt sich um einen ehemaligen Erztagebau in dem ab dem 12. Jahrhundert bis 1745 Bleierz abgebaut wurde. In der zweiten Hälfte des 18. Jahrhunderts bis Anfang des 20. Jahrhunderts wurde Galmei abgebaut. Die Fläche des Erztagebaus wird hier in drei verschiedenen Städten und Kreisen geschützt, da hier die Grenzen zusammenstoßen. Die Besonderheit des Naturschutzgebietes ist das Violette Galmei-Stiefmütterchen (Viola guestphalica).

## Beschreibung
Das NSG erfasst die Halde des Erztagebaus, welcher direkt angrenzt im Kreis Höxter und im Kreis Paderborn. Der Tagebau wird im Naturschutzgebiet Bleikuhlen und Wäschebachtal (Kreis Höxter) und im Naturschutzgebiet Bleikuhlen (Kreis Paderborn) geschützt wird. Im NSG befindet sich ein Schwermetallrasen mit dem Violetten Galmei-Stiefmütterchen.
Das Landesamt für Natur, Umwelt und Verbraucherschutz Nordrhein-Westfalen dokumentierte ferner im Schutzgebiet die Pflanzenarten Aufgeblasenes Leimkraut, Bach-Nelkenwurz, Blutwurz, Breitblättriger Thymian, Finger-Steinbrech, Frühlings-Hungerblümchen, Färber-Ginster, Galmei-Frühlings-Miere, Galmei-Hellerkraut, Gebirgs-Hellerkraut, Gelb-Segge, Felsen-Fetthenne, Hain-Sternmiere, Hallersche Schaumkresse, Herbstzeitlose, Hirse-Segge, Kelch-Steinkraut, Kleine Bibernelle, Kleiner Baldrian, Körner-Steinbrech, Milder Mauerpfeffer, Rasen-Schmiele, Rundblättrige Glockenblume, Schmalblättriges Wollgras, Schwarznessel, Silber-Fingerkraut, Spitzblütige Binse, Steife Wolfsmilch, Steinquendel, Sumpf-Pippau, Trauben-Gamander, Wald-Simse, Weiße Fetthenne, Weißes Fingerkraut und Winkel-Segge.
Das Landesamt dokumentierte ferner im Schutzgebiet die Tierarten Ampfer-Grünwidderchen, Brombeer-Zipfelfalter, Feld-Sandlaufkäfer, Gefleckte Keulenschrecke, Heidegrashüpfer, Kurzflügelige Beißschrecke, Nelken-Blütenspanner und Schmuck-Kleinspanner.

## Violettes Galmei-Stiefmütterchen
Das Violette Galmei-Stiefmütterchen kommt weltweit ausschließlich an einem Wuchsort im Grenzgebiet der Kreise Paderborn, Höxter und Hochsauerlandkreis vor. Das gesamte Vorkommen befindet sich im FFH-Gebiet Bleikuhlen und Wäschebachtal von 71 ha Größe. Ein Hauptschutzziel des Gebietes ist neben dem Erhalt der vorhandenen Schwermetallrasen, die Vernetzung und die Wiederherstellung von Schwermetallrasen auf geeigneten Standorten im Schutzgebiet. Das FFH-Gebiet setzt sich aus Teilen von vier Naturschutzgebieten zusammen. Dabei handelt es sich um die 1969, von der Regierungsbezirk Detmold, ausgewiesene Gebiete Naturschutzgebiet Bleikuhlen auf dem Stadtgebiet von Lichtenau und das Naturschutzgebiet Bleikuhlen und Wäschebachtal im Stadtgebiet von Warburg, ferner um die beiden 2008 vom Hochsauerlandkreis ausgewiesenen Gebiete Naturschutzgebiet Wäschebach / Tieberg und das hier behandelte Naturschutzgebiet Bleikuhle. Die Art wächst in offenem, extrem stickstoffarmem und von Natur aus mit Schwermetallen kontaminiertem Grasland auf Trocken- und Halbtrockenrasen an halbschattigen bis sonnigen Plätzen im Schwermetallrasen. Neben der Bleikuhle, dem ehemaligen Tagebau, und der Abraumhalde wächst sie unterhalb der Bleikuhlen in einer mit Schwermetallen belasteten Wiese des Wäschebachtales. Im NSG Wäschebachtal / Tieberg werden die beiden Wiesen mit Vorkommen des Violetten Galmei-Stiefmütterchens jährlich vom Verein für Natur- und Vogelschutz im Hochsauerlandkreis (VNV) gemäht, um eine Verbuschung bzw. Wiederbewaldung und damit ein Verschwinden der Art zu verhindern.